# Anand Panyarachun

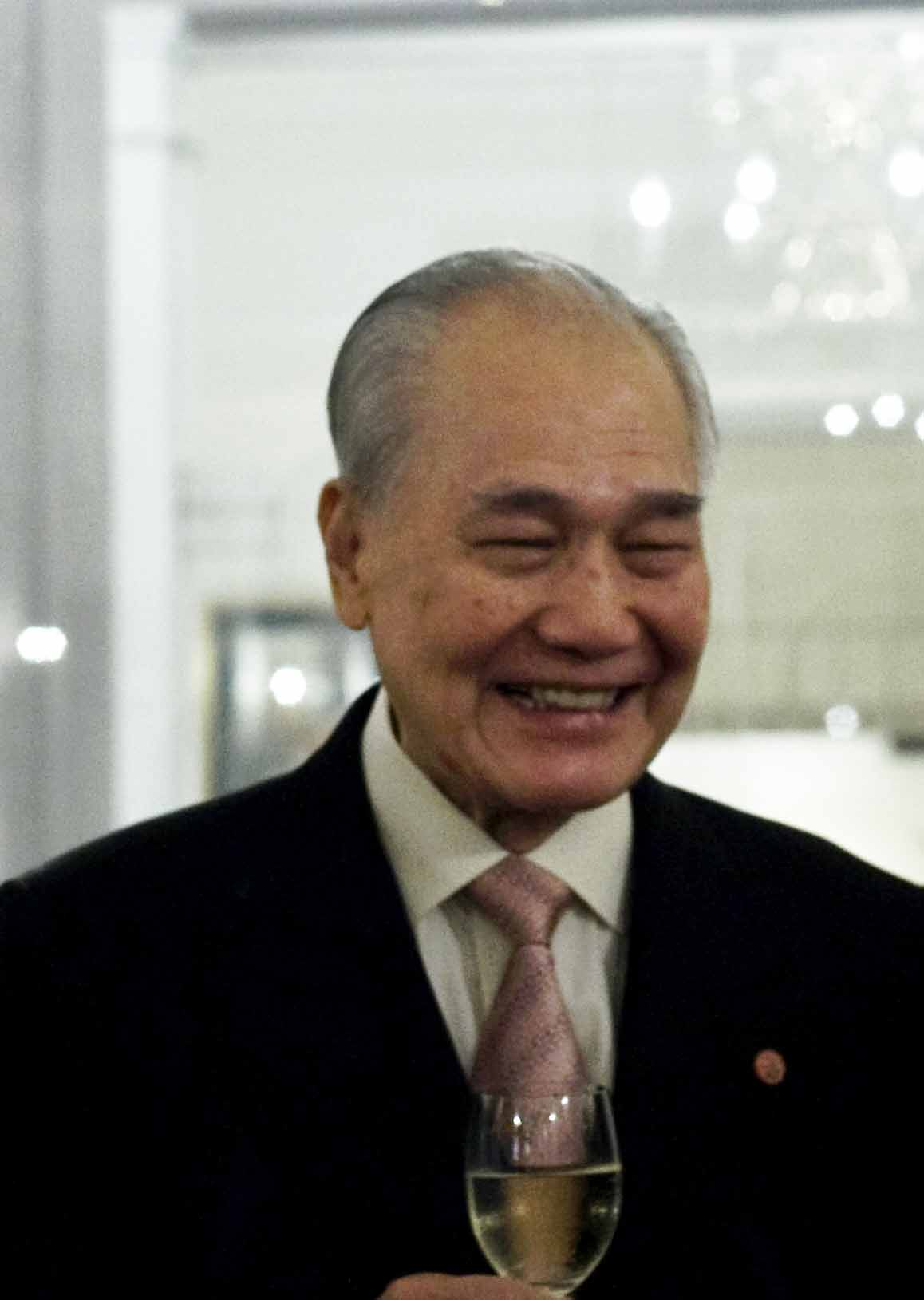
Anand Panyarachun

Anand Panyarachun (Thai: อานันท์ ปันยารชุน, Aussprache: [ʔaːnan panjaːráʨʰun]; * 9. August 1932 in Bangkok) ist ein thailändischer Diplomat, Geschäftsmann und Politiker. Zwischen 1991 und 1992 war er zweimal kurzzeitig Premierminister von Thailand. 2003 bis 2004 stand er dem High Level Panel für Bedrohungen der Vereinten Nationen vor.

## Familie
Anand Panyarachun ist das jüngste von zwölf Kindern von Phraya Prichanusat (Sern Panyarachun) und Khunying Prichanusat (Pruek Chotikasathien). Sein Vater hatte in England studiert, war hoher Beamter in der königlichen Regierung und Rektor des Vajiravudh-Internats. Nach dem Ende der absoluten Monarchie gab er mehrere Zeitungen heraus. Er war der erste Vorsitzende des thailändischen Presseverbands und, obwohl er Buddhist war, Präsident der thailändischen Sektion des Christlichen Vereins Junger Menschen (YMCA). Anand war bis zu ihrem Tod im November 2023 mit Mom Rajawongse Sodsee Chakrabandh verheiratet. Zusammen haben sie zwei Töchter sowie drei Enkelkinder.

## Ausbildung und Karriere

### Schule und Studium
Während der Schulzeit besuchte Anand verschiedene Schulen. Zuerst ging er auf die Surasak School, von 1943 bis 1945 ging er auf die Amnuay Silpa School (Thai-Englischer Unterrichtsplan), von 1945 bis 1948 war er auf dem Bangkok Christian College. Mit 16 wurde Anand nach London an das Dulwich College geschickt, wo er von 1948 bis 1952 lernte. Anschließend studierte er Volkswirtschaftslehre und Rechtswissenschaft am Trinity College der Universität Cambridge, 1955 erlangte er dort den Bachelor (Honours). Anand erhielt über den Lauf der Zeit ein Ehrendiplom und 23 Ehrendoktorwürden.

### Karriere als Diplomat und Geschäftsmann
Nach seiner Rückkehr nach Thailand arbeitete er für das Außenministerium, zwischen 1959 und 1964 war er Sekretär des Außenministers. Dann wurde er als Erster Sekretär der thailändischen Delegation bei der UNO eingesetzt. 1967 ernannte man ihn zum Botschafter bei der UNO und für Kanada. Zwischen 1972 und 1975 arbeitete er als Botschafter bei der UNO und für die USA.
Nach seiner Rückkehr nach Thailand im Jahr 1976 arbeitete er als Staatssekretär im Außenministerium, im Jahr 1977 wurde er zudem zum Sonderbotschafter ernannt. Sein vorerst letzte Position für die Regierung hielt er als Botschafter für Thailand in der Bundesrepublik Deutschland zwischen 1977 und 1978.
1979 verließ er den Staatsdienst, nachdem er zu Unrecht der Nähe zum Kommunismus bezichtigt worden war und arbeitete anschließend als Manager für Großunternehmen. Er wurde Direktor der Saha Group. 1980 wurde er zum Vizepräsidenten der Thai Industry Association ernannt, 1990 zu deren Präsidenten. Zwischen 1982 und 1984 war Anand Präsident der gemeinsamen Industrie- und Handelskammer der ASEAN und 1988 bis 1990 Präsident der ASEAN Task Force. Von 1986 bis 1991 war er Chef des ASEAN-USA-Rats.
Anand war auch in zahlreichen akademischen Institutionen tätig:
- Thailand Development Research Institut
- Chulalongkorn-Universität
- Asian Institute of Technology (AIT)
- Business Council for Sustainable Development

In der Saha Group agierte er zwischen 1985 und 1990 als Vizepräsident und nach dem 1. Januar 1991 als Vorstandsvorsitzender.

### Amtszeit als Premierminister
Am 2. März 1991 wurde Anand, nach einem Militärputsch des „National Peace Keeping Council“ zum Premierminister von Thailand ernannt. Er sorgte für die Verbesserung des Kapitalmarkts, für die Erweiterung des Freihandels innerhalb der ASEAN (AFTA), führte die Mehrwertsteuer anstelle der Handelssteuer ein. Auch ließ er private Beteiligungen an öffentlichen Unternehmen zu und vergab private Telekommunikationslizenzen an TelecomAsia, eine Tochter der Charoen-Pokphand-Gruppe und Vorläuferin der heutigen Telefongesellschaft True. Am 22. März 1992 trat er zunächst zurück, als die allgemeinen Wahlen abgehalten worden waren, doch blieb er bis zum 7. April im Amt, als General Suchinda Kraprayoon die Regierungsführung übernahm. 
Nachdem Suchinda infolge von Massenprotesten und deren blutiger Niederschlagung im Schwarzen Mai zurücktreten musste, wurde Anand am 10. Juni 1992 erneut zum Premierminister ernannt. Dies war für die Öffentlichkeit eine Überraschung, da allgemein mit der Ernennung Somboon Rahongs von der Chart-Thai-Partei gerechnet worden war, den die bisherigen Regierungsparteien nominiert hatten, welche auch über eine Mehrheit im Parlament verfügten. König Bhumibol Adulyadej weigerte sich aber, Somboon zu ernennen und setzte stattdessen eigenmächtig Anand ein. Dies widersprach zwar der Verfassung, da Anand kein Mitglied des Parlaments war, wurde aber von weiten Teilen der Öffentlichkeit als Schritt zu einer Überwindung des Konflikts begrüßt. Nach weniger als vier Monaten im Amt trat Anand am 1. Oktober endgültig zurück, nachdem erneut allgemeine Wahlen abgehalten worden waren, und nahm seine Funktion als Vorstandschef der Saha Group wieder auf.

### Vorsitzender des Verfassungskomitees und UNO-Panels
Anand blieb dennoch politisch aktiv und stand 1997 dem Ausschuss vor, der die neue Verfassung ausarbeitete. In jenem Jahr bekam er auch den Ramon-Magsaysay-Preis in der Kategorie „Government Service“.
2003 ernannte UN-Generalsekretär Kofi Annan Anand zum Vorsitzenden der Hochrangige Gruppe (High Level Panel) für Bedrohungen, Herausforderungen und Wandel. Die Gruppe legte 2004 ihren Bericht vor, in dem sie die Hauptbedrohungen für den internationalen Frieden und die Sicherheit benannte und ein Konzept zum Umgang mit und zur Bekämpfung dieser Bedrohungen entwarf, um eine Ordnung der kollektiven Sicherheit zu erreichen. Dies schloss auch Vorschläge zur Reform der Vereinten Nationen ein.
Von März 2005 bis Juni 2006 stand Anand einer 50-köpfigen Nationalen Versöhnungskommission vor, die Vorschläge zur Lösung des Konflikts in Südthailand erarbeitete.
2007 wurde Anand Präsident des Board of Directors der Siam Commercial Bank, der zweitgrößten Bank Thailands.

## Politische Ausrichtung
Anand Panyarachun war zeit seines Lebens parteilos. Er gilt als liberaler Royalist. Der auf Thailand spezialisierte britische Politikwissenschaftler Duncan McCargo nennt Anand als einen der Politiker, die in der Verknüpfung von progressiven gesellschaftspolitischen Ansichten und royalistisch-konservativen Kernüberzeugungen keinen Widerspruch sehen. McCargo zufolge ist er ein Anführer des liberalen Flügels der thailändischen „Netzwerk-Monarchie“. Für den australischen Asienwissenschaftler John Funston ist Anand ein Vertreter des „liberalen Korporatismus“ in Thailand. Der australische Politikwissenschaftler Michael K. Connors bezeichnet Anand als einen der wichtigsten Fürsprecher des thailändischen Liberalismus. Dabei stützt er sich auf Anands Bekenntnisse zu Demokratie, freier Marktwirtschaft und wirtschaftlicher Dezentralisierung.

## Ehrungen
- Ehrendoktorwürden von 14 Universitäten in Thailand, der Sōka-Universität (Japan), der Universität Hongkong, der University of North Carolina at Chapel Hill (USA), der University of Victoria und der Queen’s University (Kanada)
- Orden von Chula Chom Klao (Erster Klasse), Weißer Elefantenorden (Sonderstufe), Orden der Krone von Thailand (Sonderstufe), Direkgunabhorn-Orden (Erster Klasse)
- Verdienstorden der Italienischen Republik (Komtur)
- Order of Diplomatic Service Merit, Südkorea (Erster Klasse)
- Rintang Jasa, Indonesien (Erster Klasse)
- Belgischer Kronenorden (Großoffizier)
- Orden der Aufgehenden Sonne, Japan (Großkreuz)
- Order of the British Empire (Knight Commander)
- Nordstern-Orden, Schweden (Kommandeur mit Großkreuz)

## Veröffentlichungen
- Seiner Majestät Bhumibol Adulyadej zum 50-jährigen Thronjubiläum. Thailand-Rundschau der Deutsch-Thailändischen Gesellschaft, Band 9 (1996), H. 2, S. 48–51.
- Anand war Leiter beim Redaktionsausschuss für die Biografie von König Bhumibol Adulyadej mit dem Titel: King Bhumibol Adulyadej: A Life's Work,  Editions Didier Millet (March 16, 2012) ISBN 981-4260-56-8.[15]